# Пружинки
Пружи́нки — село Липецкого района Липецкой области. Центр Пружинского сельсовета.
Название с наибольшей вероятностью можно объяснить от слова «пруд». В селе действительно большое количество прудов из-за близости грунтовых вод.

## История[3]

### В период Российской Империи
Село Пружинки возникло в 17 веке. Первое упоминание о нём значится в центральном государственном архиве древних актов с 30 июля 1658 года: «Грамота из Поместного приказа с подтверждением Лебедянцу Григорию Степановичу Репкину права владения землёй в селе Пружинках, данной ему в 1658 году», а в 1676 году упоминается церковь Иоанна Богослова.
В 1764 году — село с церковью (деревянной), 100 дворов.
До 1779 г. с. Пружинки входило в Лебедянский уезд Воронежской губернии. С 1779 г. с. Пружинки перешло в Задонский уезд.
В 1796 году в селе проживало 298 однодворцев, а также помещичьи люди с крестьянами. По данным 1800 г. в нём было 261 двор, 1489 жителей, школа. Население села Пружинки занималось в основном земледелием. Крестьяне жили в сложенных из известняка, крытых соломой избах без пола. В Задонском уезде на долю помещичьих хозяйств приходилось 30 % земли.
В 1803 году в Пружинках построили каменную церковь Иоанна Богослова (региональный ).
В 1823 году в село неоднократно приезжал к отставному штаб-ротмистру Ивану Петровичу Бехтееву, дружившему с декабристами, А. С. Грибоедов. Здесь он дописывал четвёртую часть своего произведения «Горе от ума».
В «Списках населённых мест Российской империи» Воронежская губерния,1865 г.: «Пружинки (Ольгино) — село казённое и владельческое, при отвершке Воробьева и Прудах, 43 версты от Задонска, 210 дворов, 975 мужчин и 1030 женщин, церковь».
В 1888 г. родился Ф. С. Игнатьев, с чьим именем связан первый Совет рабочих депутатов в г. Липецке
В 1908 г. была открыта школу для мальчиков и девочек с пятилетним курсом обучения, которая находилась в трехэтажном кирпичном здании, арендованном у богатого жителя Пружинок Коробейникова.
В Государственной Думе 15 сентября 1912 года Ивовская волость была представлена следующими уполномоченными избранными на волостных сходах Задонскаго уезда: запасный Каптенармус Михаил Михайлов Мишин — 40, из крестьян села Пружинок, отставной унтер-офицер Иван Макаров Руднев — 49, из крестьян села Пружинок.
До 1913 г. при церкви с. Пружинки обучали детей в двух классах в церковно-приходской школе. В 1913 г. земство построило на свои средства Пружинскую земскую начальную школу (1- 4 кл).

### В периодСССР
30 ноября 1917 года была провозглашена Советская власть в г. Липецке и Липецком уезде. В Задонском уезде Советская власть начинает утверждаться со второй половины декабря 1917 года.
В 1919 году на плотине пруда Провал были расстреляны первые пружинские коммунисты. 21 августа белогвардейцы из дивизии Константина Мамонтова схватили большевиков Василия Игнатьева и Дмитрия Акиньшина. Их пытали, допрашивали, а потом отвели на плотину и расстреляли. Они упали в овраг, но ещё были живы. Решив проверить, сделано ли дело, братья Митька и Стёпка Маклаковы спустились вниз и добили коммунистов, порубив шашками. Там же, в овраге, тела закопали. В 1920 году Игнатьева и Акиньшина перезахоронили со всеми почестями, а возле школы установили памятник.
В 1919 г. построен двухэтажный деревянный учительский дом на 8 квартир.
В 1920 г. родился Герой Советского Союза В. М. Игнатьев.
До 1923 г. с. Пружинки входило в состав Ивовской волости Задонского уезда Воронежской губернии. После 1923 г. перешло в состав Нижнее-Студенецкой волости Липецкого уезда Тамбовской губернии.
В 1927 г. возникло ТОЗ (товарищество по совместной обработке земли).
В 1928 г. создан колхоз «Коминтерн».
В 1929 г. приехал агроном И. Ф. Устинов. Началось создание кооперативов.
В 1930 г. закрыли церковь. Появился первый трактор, состоялся первый коллективный сев.
В начале 1932 г. — центр сельсовета, население — 2920 человек.
К 1934 г. в Пружинках было 7 колхозов: Имени Свердлова, Имени Карла Маркса, «2-я Пятилетка», «Передовик», «Красный Октябрь», «Комсомолец», «Имени Постышева».
С 1936 г. в школе с. Пружинки 7-летние образование. В 1941 г. официально стала семилетней.
В 1936—1938 годах был снят колокол с церкви, в церкви размещалась МТС.
В 1941—1945 годах 350 жителей с. Пружинки не вернулись с полей сражений Великой Отечественной войны, 381 человек — вернулся.
В 1945 г. уроженцу с. Пружинки В. М. Игнатьеву присвоено звание Героя Советского Союза.
В 1947—1987 годах председателем сельсовета работал Маклаков Александр Алексеевич.
В 1948 г. в селе работало два хозяйства, которые объединились в колхоз имени Карла Маркса.
В 1953 г. провели электроэнергию в центр села, в школу.
В 1954 г. из нескольких колхозов был образован один колхоз имени Карла Маркса. Председателем колхоза был Корданев Петр Иванович. Началось строительство молочно-товарной фермы № 1, плотницкой, мастерской по ремонту техники.
В 1956 г. школа приобрела статус среднего общеобразовательного учреждения. Поставлен памятник коммунистам В. Ф. Игнатьеву и Д. Б. Акиньшину.
В 1959 г. проведена электроэнергия по всему селу. Начали делать водопровод на МТФ № 1 и МТФ № 2.
В 1960 году председателем колхоза стал Красников Алексей Михайлович. В колхозе было 1500 голов крупного рогатого скота, 800 голов дойного стада коров, 3000 голов овец, свиноферма на 1000 голов.
В 1964 г. был заложен сосновый парк на 20 га.
В 1965 г. в центре села воздвигли памятник Солдату с мемориальными досками воинов-односельчан, погибших в годы Великой Отечественной войны. По селу был проложен водопровод.
В 1967—1970 годах велось строительство Дома культуры на 200 мест. Перед парком и Домом культуры были открыты два памятника — погибшим в Великую Отечественную войну воинам и В. И. Ленину. Началось строительство дороги от Липецка до Пружинок.
В 1970—1981 годах председателем колхоза был Болдырев Алексей Алексеевич.
В 1970 г. построили здание сельсовета, медпункт, правление колхоза, магазин. 
В 1980 г. построено два зерносклада.
В конце 1980-х годов в результате выхода подземных вод на поверхность образовалась в овраге Лубна малая речка, которую в народе назвали Пружинкой.
В 1981—1988 годах председателем колхоза был Кузнецов Виктор Васильевич.
В 1984 г. начинается массовое строительство жилья. Прокладывается асфальтированная дорога от сельского совета до летнего лагеря и кладбища.
В 1986 г. построен детский сад.
В 1987—1990 годах председателем сельсовета был Филин Митрофан Трофимович.
В 1987 г. построен и введён в эксплуатацию детский сад.
В 1987—1988 годах в Пружинском сельском поселении у исторического места при бывшем председателе местного колхоза Николае Ивановиче Грошенко установлен памятный камень с надписью: «Пружинский лечебный источник открыт в июле 1988 года».
С 1988 года председателем колхоза стал Грошенко Николай Иванович.
В 1988—1989 годах к с. Пружинки подтянули ветку газопровода от с. Ивово, началась газификация села.
В 1990—1992 годах председателем сельсовета была Попова Татьяна Дмитриевна.
В 1990 г. начинается строительство ул. Новой. Благоустроена МТФ № 2. Построен летний лагерь за Старой Слободой на 750 мест.

### Послераспада СССР
В 1991 г. колхоз имени Карла Маркса разделился на две ассоциации: «Пружинская» и «Прогресс». Выделяются фермерские хозяйства: А. Н. Бовшика, Л. М. Зотовой, О. Носова, Дегтяревых-Яблонских, КФХ «Ольга» и КФХ «Людмила».
В 1992—2004 годах председателем сельсовета был Попов Александр Кузьмич.
В 1992 г. колхоз имени Карла Маркса был реорганизован в АКФХ «Пружинская», КФХ «Прогресс» и несколько крестьянских-фермерских хозяйств: Приволье-1, Русь, Наследие.
В 1995 г. по инициативе уроженца с. Пружинки В. П. Акиньшина началась реставрация церкви. Построен маслоцех по переработке молочной продукции и изготовлению масла. Закрыто здание детского сада.
В 1996 г. КФХ «Прогресс» обанкротился. 
В 1997 г. здание детского сада перепрофилировано под сельскую школу № 3. Введена в строй местная пекарня.
В 1998 году АКФХ «Пружинская» реорганизовано в ООО «Пружинки», в 1999 году — ЗАО «Пружинки», которое в 2006 году было ликвидировано.
В 2003 г. в храме начались богослужения.
С 2005 года работает главой сельского поселения Маклаков Юрий Александрович.
В 2006 году в поселении подключён интернет.
В 2009 г. решением депутатов Липецкого района школе с. Пружинки' присвоено имя Героя Советского Союза В. М. Игнатьева.
В 2019 г. на въезде и выезде из с. Пружинки установили поклонные кресты.[значимость факта?]
В 2020 г. в школе состоялось открытие Музея Боевой Славы.
В 2021 г. главой сельского поселения Пружинский сельсовет избрана Наталья Владимировна Шалавина.

## Школа[8]
В 1913 году земство построило на свои средства Пружинскую земскую начальную школу (1- 4 кл). Первой учительницей была Скуратова Елена Степановна. Школа построена из красного кирпича, который жители села изготавливали из глины. Отапливалась школа с помощью нескольких печей, находящихся в её стенах. В 1936 году школа стала семилетней. В 1952 году она была преобразована в среднюю, открыли интернат. В 1964 году построена пристройка к школе. В Пружинской школе училось около 600 учащихся. Были параллельные классы, занимались в 2-3 смены. Сюда ходили учиться дети окрестных населённых пунктов: Слободка, Каменная Лубна, Вешаловка, Ивово, Докторово, Ново-Дмитриевка, Тростяное и других. В апреле 2009 года школе было присвоено имя Героя Советского Союза Владимира Митрофановича Игнатьева.

## Храм[8]
Православный храм в селе Пружинки во имя Иоанна Богослова — является памятником истории и культуры XIX в. Каменная церковь во имя Иоанна Богослова была построена на средства прихожан в 1803 году. В середине XIX века с южной и северной стороны храмовой части были пристроены два придела, в конце XIX столетия расширена трапезная и заново сооружена колокольня (сохранилась на уровне первого яруса).
С середины 1930-х годов храм использовался как хранилище зерна и удобрений. В северной его части, в Казанском приделе, была разрушена стена, в которую въезжали трактора для ремонта. Отношение к храму было небрежное, что привело к быстрому разрушению: фрески и росписи были уничтожены, колокольня была повалена с помощью тросов двумя тракторами. Из-за плохого содержания храма началось обрушение кровли и сводов, лишь тогда он был освобожден и до возрождения пустовал, постепенно разрушаясь.
В 1917 году священником Иоанно-Богословской церкви села Пружинки был Вислянский Александр Яковлевич. Он родился в 1870 году в селе Архангельское Землянского уезда Воронежской губернии в семье псаломщика Иакова Вислянского. 5 марта 1930 года «тройкой» при ПП ОГПУ по обвинению в «контрреволюционной деятельности» приговорён к расстрелу. На следующий день приказ был приведен в исполнение. Похоронен в общей безвестной могиле в 20 километрах от Воронежа и 4 километрах от станции Сомово. 26 декабря 2001 года Архиерейским Собором Русской Православной Церкви (13-16 августа 2000 года) канонизирован.
Попов Павел Владимирович, 1862 года рождения, уроженец и житель села Пружинки — следующий священник Иоанно-Богословской церкви. Арестован 10 июля 1932 года, обвинялся по статьям 58-10, 58-11. Дело прекращено 20 февраля 1933 года. Священником церкви в селе Пружинки был и Третьяков Андрей Иванович, 1874 года рождения, уроженец села Стандрово Теньгушевского района Куйбышевского края. Постановлением «тройки» УНКВД по Воронежской области от 5 сентября 1937 года по статье 58-10-1 приговорен к десяти годам лишения свободы. Реабилитирован определением Липецкой областной прокуратуры от 6 июня 1989 года.
В 1995 году началось возрождение храма жителями села. С 2003 года стали совершаться богослужения. В храм приезжали священники из других приходов и по очереди служили. Регулярные богослужения начались в сентябре 2008 года с назначением епископом Липецким и Елецким Никоном настоятеля храма иерея Василия Подвалкова.

## Библиотека и Дом культуры[11]
Известно, что до того, как был построен Дом культуры (до 1980 г.) библиотека в селе Пружинки располагалась на улице Советская дом 207. Здание старинное (постройки до 1917 г.), сейчас оно находится в ветхом состоянии. Еще раньше на этом месте стояла часовенка. Первым библиотекарем был Сергей Дмитриевич Руднев.
Позже библиотеку перевели в другое здание, в котором также располагался и сельский совет.
В 1980 году в селе Пружинки открылся новый Дом культуры, куда также переехала и библиотека.

## Памятник жителям села, погибшим в Великой Отечественной войне[8]
Мемориал, сооружённый на средства колхоза имени Карла Маркса, был открыт 9 мая 1965 года.

## Экономика
По состоянию на 2018 год на территории поселения функционируют 4 крестьянских-фермерских хозяйства и ЗАО «Феникс».

## Транспортная доступность[12]
Областной центр — г. Липецк расположен в 35 км от центра с. Пружинки, сообщение с городом автомобильным транспортом, рейсовым автобусом г. Липецк — с. Ивово через Пружинки 4 раза в день. Автодорожная сеть на территории поселения представлена участками регионального значения, межмуниципального значения и сетью автодорог общего пользования местного значения.

## Местность[13]
Село достаточно своеобразно по ландшафту. Через его территорию проходит часть охраняемой природной территории «Лубненская балка», часть села находится в Мироновом лесу, несколько улиц переходят в сосновый лес, некоторые дома граничат с Логом.
Флора Пружинок содержит много редких растений — мать-и-мачеха, различные виды рода клевер, лядвинец рогатый, полынь, зверобой продырявленный, чабрец, донник лекарственный, донник белый, несколько видов рода подмаренник, иван чай.

## Архитектура[13]
Старые дома села каменные, природный известняк, бутовый камень. Новые дома — из деревянного бруса или бревна, а так же кирпичные или из блоков. Православный храм в селе Пружинки во имя Иоанна Богослова — является памятником истории и культуры XIX в.

## Экологическая ситуация[12]
В целом экологическая ситуация на территории сельского поселения Пружинский сельсовет благоприятная. На территории поселения отсутствуют высокотоксичные производства, уровень загрязнения воды, почвы и воздуха не превышает предельно допустимых нормативов.
Основными источниками загрязнения окружающей среды в поселении являются автотранспорт, твёрдые коммунальные отходы (далее ТКО).
Решена проблема сбора и утилизации бытовых отходов. Контейнерных площадок на территории сельского поселения — 31шт.
На территории сельского поселения 5 водонапорных башен, снабжающих население чистой питьевой водой. Протяженность сети водопровода составляет 18000 М.

## Легенды[5]
- «Татаро-монгольские нашествия»
- «Вышка с факелом»
- «Грибоедов и Пружинки»
- «Большой Провал»

## Население
| 1800 | 1859   | 1900   | 1926   | 1932   | 2001  | 2010  | 2012  |
| ---- | ------ | ------ | ------ | ------ | ----- | ----- | ----- |
| 1489 | ↗ 2005 | ↗ 2129 | ↗ 2751 | ↗ 2920 | ↘ 680 | ↘ 696 | ↗ 771 |

## Известные земляки
- Бехтеев Иван Петрович — штаб-ротмистр, участник сражений во время войны с Наполеоном 1807 г.
- Игнатьев Фёдор Савельевич — активный участник становления советской власти в Липецке.
- Игнатьев Владимир Митрофанович — Герой Советского Союза.
- Зверева Ольга Дмитриевна — педиатр, кавалер орденов Красной Звезды и «Знак Почёта», Заслуженный врач РСФСР.
- Акиньшин Дмитрий Борисович — активный участник установления Советской власти в Задонском уезде.
- Курбатова Валентина Филипповна — Заслуженный работник культуры РФ.